# Kallima immaculata
Kallima immaculata är en fjärilsart som beskrevs av Otto Staudinger 1886. Kallima immaculata ingår i släktet Kallima och familjen praktfjärilar. Inga underarter finns listade i Catalogue of Life.